# Río Cahuapanas
Der Río Cahuapanas ist ein 268 km langer rechter Nebenfluss des Río Marañón in der Provinz Datem del Marañón in der Region Loreto im zentralen Norden Perus.

## Flusslauf
Der Río Cahuapanas entspringt in der Cordillera Manseriche-Cahuapanas. Das Quellgebiet befindet sich im äußersten Süden des Distrikts Cahuapanas auf einer Höhe von etwa 1460 m. Der Río Cahuapanas fließt anfangs 4 km in Richtung Ostsüdost. Er wendet sich im Anschluss in Richtung Nordnordost. Bei Flusskilometer 235 biegt er nach Nordwesten ab und erreicht eine hoch gelegene Beckenlandschaft, die er in südwestlicher Richtung durchquert. Er weist dabei zahlreiche enge Flussschlingen auf. Ab Flusskilometer 212 durchschneidet der Río Cahuapanas das Gebirge, anfangs 8 km in Richtung Westnordwest, anschließend in nördlicher Richtung. Bei Flusskilometer 160 erreicht der Fluss das nördlich des Gebirges gelegene Amazonastiefland. Dieses durchquert er anfangs in überwiegend nördlicher Richtung. Auf den unteren 85 Kilometern fließt er in ostnordöstlicher Richtung. Der Río Cahuapanas weist im Tiefland ein stark mäandrierendes Verhalten mit zahlreichen Flussschlingen und Altarmen auf. Der Flusslauf hat sich in der jüngeren Vergangenheit immer wieder verändert. Bei Flusskilometer 146 befindet sich das Distriktverwaltungszentrum Santa María de Cahuapanas am rechten Flussufer. Bei Flusskilometer 85 nimmt er das Wasser des wenige Kilometer weiter westlich gelegenen Sees Laguna Machico auf. Bei Flusskilometer 46 trifft die Quebrada Sillay von Süden kommend auf den Río Cahuapanas. Dieser mündet schließlich auf einer Höhe von ungefähr 125 m in den Río Marañón. Dieser hat vor Kurzem sein Südufer zum Río Cahuapanas hin durchbrochen und verkürzt dadurch die Flusslänge des Río Cahuapanas um 6 km. Die Mündung befindet sich knapp 10 km westsüdwestlich der Provinzhauptstadt San Lorenzo.

## Einzugsgebiet
Der Río Cahuapanas entwässert ein Areal von ungefähr 3650 km². Dieses umfasst einen Großteil des Distrikts Cahuapanas, lediglich der Osten des Distrikts wird direkt zum Río Marañón entwässert. Das Einzugsgebiet des Río Cahuapanas grenzt im Westen an das des Río Potro, im Süden an das des Río Mayo sowie im Osten an die Einzugsgebiete von Río Paranapura und Río Aipena. Es besteht hauptsächlich aus tropischem Regenwald und aus Sumpfgebieten.